# Jacek Paciorkowski
Jacek Paciorkowski (ur. 21 czerwca 1936 w Częstochowie, zm. 21 listopada 2021) – polski inżynier, w latach 1981–1987 prezydent Częstochowy.

## Życiorys
Urodził się 21 czerwca 1936 roku w Częstochowie. W latach 1949–1953 był uczniem Liceum im. Sienkiewicza, a następnie studentem na Politechnice Częstochowskiej.
Po studiach rozpoczął pracę zawodową, pracował m.in. w Przedsiębiorstwie Budowlano-Montażowym Kopalnictwa Rud Żelaza i Przemysłowej Spółce Wodnej „Warta" w Częstochowie, w której w latach 1969-1973 był zastępcą dyrektora, następnie do roku 1975 zastępcą dyrektora Wydziału Ochrony Środowiska Urzędu Wojewódzkiego w Katowicach, a później do 1979 Urzędu Wojewódzkiego w Częstochowie. W latach 1979–1981 był naczelnikiem podczęstochowskiego Kłobucka, później do 1987 roku prezydentem Częstochowy.
Od 1998 roku był dyrektorem biura częstochowskiego oddziału Federacji Stowarzyszeń Naukowo-Technicznych NOT. Działał również w Towarzystwie Przyjaciół Częstochowy, a w 2020 r. został przez władze miasta odznaczony medalem „Merentibus" za zasługi i wkład w rozwój Częstochowy.
Odznaczony Krzyżem Kawalerskim Orderu Odrodzenia Polski.
Zmarł 21 listopada 2021 r, spoczywa na Cmentarzu Komunalnym w Częstochowie.

## Odznaczenia
- Krzyż Kawalerski Orderu Odrodzenia Polski